# تأثير ذهبي
التأثير الذهبي هي ظاهرةٌ يتم من خلالها تطوير فكرة علمية وخاصة في مجال الطب، وتصبح هذه الفكرة مقبولةً عند الهيئات أو الجمعيات المهنية وذلك من خلال العملية الاجتماعية التي تتم من قبل المؤتمرات العلمية واللجان والاتفاق بالإجماع، ولكن على الرغم من عدم دعمها بالأدلة القاطعة فقد وصف التأثير بواسطة توماس جولد في عام 1979. وتمت مراجعته من قبل بيتر سكرابانيك وجيمس ماكورميك في كتابهما «حماقات وأخطاء في الطب» (Follies and Fallacies in Medicine)‏، ويستخدم التأثير الذهبي لمعرفة الأخطاء وحلها في سياسات الصحة العامة ومماراساتها، فعلى سبيل المثال الاستخدام المُنتشر لفحص الكوليسترول بهدف الوقاية من أمراض القلب الوعائية.
ووصف سكرابانيك ومكورميك في كتابهما بأن «التأثير الذهبي في البداية يجعل عدد من الأشخاص يؤمنون بفكرةٍ ما ولذلك يتم عقد اجتماع لأجل مناقشة إيجابيات وسلبيات الفكرة والأشخاص الذين يفضلون الفكرة سوف يتواجدون أكثر من الأشخاص الذين لا يرغبون بها وسوف يتم تعيين لجنة تمثيلية لأجل إعداد مجلد مشترك يهدف إلى نشر ودعم الفكرة، فإن ازدياد المقالات المبنية على الفكرة سوف يظهر توافق آراء الناس، لذلك سوف يتم إصدار مجلد متخصص بالمقالات التقليدية وفقط المقالات التقليدية أو المشابهة لها سوف تجتاز الحكام والمحررين».